# ماثيو غريغوري
ماثيو غريغوري (بالإنجليزية: Matthew Gregory)‏ هو سياسي أمريكي، ولد في 17 ديسمبر 1680 في نوروولك في الولايات المتحدة، وتوفي في 1 مايو 1777 في الولايات المتحدة. انتخب عضو مجلس نواب كونيتيكت.